# Cruguel
Cruguel település Franciaországban, Morbihan megyében. Lakosainak száma 661 fő (2022. január 1.). Cruguel Guégon, Saint-Servant, Lizio, Plumelec, Billio és Guéhenno községekkel határos.

## Népesség
A település népességének változása:
| Lakosok száma | 752  | 687  | 618  | 625  | 633  | 642  | 651  | 655  | 656  | 661  |
|               | 1968 | 1982 | 1990 | 2006 | 2013 | 2015 | 2017 | 2019 | 2020 | 2022 |